# Seymore Butts
Seymore Butts, echte naam Adam Glasser, (New York, 18 maart 1964) is een Amerikaanse pornoacteur, pornoregisseur en pornoproducent.

## Levensloop
Butts heeft pornofilms geregisseerd, geproduceerd en er af en toe in meegespeeld. Al met al is hij betrokken geweest bij het tot stand komen van honderden pornofilms van de klasse "gonzo" (een reality-tv stijl van opnemen) en wordt hij beschouwd als een van de meest vooraanstaande personen in de pornobranche. Hij begon zijn loopbaan met bijrollen eind jaren 1980, waaronder een rol in een film uit de "Buttman" serie van John Stagliano. Hierna nam Glasser het pseudoniem Seymore Butts aan en begon hij begin jaren 90 zijn eigen films te produceren. Zijn pseudoniem wordt uitgesproken als "See more butts" wat vertaald "zie meer konten" betekent.
Vanaf 2003 was zijn leven zelf, samen met dat van zijn familieleden die voor zijn bedrijf werken, onderwerp van een reality-tv serie genaamd Family Business, waarin hij zijn echte naam gebruikte. Hetzelfde programma volgde ook zijn moeder Lila Glasser en zijn zestigjarige neef Stevie Glasser, beide werknemers van het bedoelde familiebedrijf. De serie stond ook stil bij Glassers strubbelingen met het opvoeden van zijn zoon Brady — diens moeder Taylor Hayes kwam zelden in de serie voor. Het programma werd na vier seizoenen gestopt.
Glasser staat erom bekend dat hij vrouwen in zijn films mee laat spelen waar hij buiten de set om ook iets mee heeft. Tot de lijst behoren onder meer Shane (een voormalig verloofde van Glasser die in 1996 het pornoproductiebedrijf Shane's World oprichtte), Alisha Klass, Taylor Hayes en Mari Possa. De relatie met de laatste ontstond voor de camera's van Family Business.

### Rechtszaak
In de periode 2001-2002 liep er tegen Glasser een rechtszaak aangaande obsceniteit, de zaak People of the State of California v. Adam Glasser, et al.. De zaak betrof een film van Glasser uit 1999, Tampa Tushy Fest, waarin beelden van vuistneuken te zien waren. Hoewel dit vaker voorkwam in pornografie geproduceerd in Europa was het thema in de Amerikaanse industrie aanzienlijk taboe. Glasser verklaarde onschuldig te zijn aan het hem ten laste gelegde, "productie, distributie en vertoning van obscene materialen" en "het adverteren of aanprijzen van materialen die als obsceen aangeboden worden" (dit laatste staat beter bekend als "het slijten van obsceniteit"). Glasser trof met de Californische justitie een schikking voor het tot een proces kwam en betaalde $ 1000 boete nadat zijn bedrijf op een tenlastelegging van "verstoren van de openbare orde" de verklaring "geen tegenspraak" aflegde. Hierop werd het gedurende een korte tijd een stuk populairder om in Amerikaanse producties vuistneuken te tonen.
Tijdens het maken van Family Business refereerde Glasser aan de rechtszaak en gebruikte hij het als een springplank om een succesvolle campagne op het internet op te zetten om geld in te zamelen voor zaken gerelateerd aan vrijheid van meningsuiting.

### Persoonlijk
Glasser is joods opgevoed en woont in Los Angeles. Tijdens een interview voor Family Business zei zijn moeder dat ze hoopt dat hij met een Joods meisje zou trouwen.

## Prijzen
- 2005 AVN Hall of Fame
- 2001 AVN Award Best Group Sex Scene - Video: Mission to Uranus
- 2000 AVN Award Best All-Girl Sex Scene - Video: Tampa Tushy Fest
- 2000 AVN Award Best Gonzo Series: Seymore Butts
- 1999 AVN Award Best Anal Sex Scene - Video: Tushy Heaven
- 1999 AVN Award Best Anal-Themed Release: Tushy Heaven
- 1999 AVN Award Best Gonzo Series: Seymore Butts
- 1999 AVN Award Best Group Sex Scene - Video: Tushy Heaven
- 1998 AVN Award Best Anal-Themed Release: Gluteus to the Maximus
- 1998 AVN Award Best Group Sex Scene - Video: Gluteus to the Maximus
- 1997 AVN Award Best Anal-Themed Release: American Tushy!
- 1997 AVN Award Best Group Sex Scene - Video: American Tushy!
- 1996 AVN Award Best Gonzo Release: A Pool Party at Seymore's, Parts 1 & 2
- 1996 AVN Award Best Interactive CD-ROM - Game: Adventures of Seymore Butts II: In Pursuit of Pleasure
- 1994 AVN Award Best Gonzo Release: Seymore Butts in Paradise
- 2004 XRCO Special Awards: Family Business
- 2004 XRCO Mainstream's Adult Media Favorite: Family Business
- 1994 XRCO Best Couple Scene: Seymore & Shane on the loose
- XRCO Hall of Fame: Film Creators

- Gemeinsame Normdatei: 1283682133
- International Standard Name Identifier: 0000 0000 6081 8112
- Library of Congress Control Number: n2009030558
- Virtual International Authority File: 88400737
- WorldCat: E39PBJw4B386BvGHCfmthkVgrq